# Saturnus (geslacht)
Saturnus is een geslacht van vlinders van de familie dikkopjes (Hesperiidae), uit de onderfamilie Hesperiinae.

## Soorten
- S. metonidia (Schaus, 1902)
- S. saturnus (Fabricius, 1787)
- S. steinbachi (Bell, 1930)
- S. tiberius (Möschler, 1882)